# Landkreis Delitzsch
Landkreis Delitzsch is een voormalig Landkreis in de Duitse deelstaat Saksen. Het had een oppervlakte van 852,46 km² en een inwoneraantal van 120.775 (31 december 2007).

## Geschiedenis
Bij de herindeling van Saksen in 2008 is het samen met het voormalige Landkreis Torgau-Oschatz opgegaan in het nieuwe Landkreis Nordsachsen.

## Steden en gemeenten
De volgende steden en gemeenten lagen in de Landkreis:
| Steden                                                         | Gemeenten |
| -------------------------------------------------------------- | --- |
| 1. Bad Düben 2. Delitzsch 3. Eilenburg 4. Schkeuditz 5. Taucha | 1. Doberschütz 2. Jesewitz 3. Krostitz 4. Laußig 5. Löbnitz 6. Neukyhna 7. Rackwitz 8. Schönwölkau 9. Wiedemar 10. Zschepplin 11. Zwochau |

In het district lagen een aantal gebieden die samenwerken in een Verwaltungsgemeinschaft/Verwaltungsverband, namelijk:
- Verwaltungsverband Eilenburg-West, waarin de volgende gemeenten deelnemen: Jesewitz en Zschleppin.
- Verwaltungsgemeinschaft Krostitz, waarin de volgende gemeenten deelnemen: Krostitz en Schönwölkau.
- Verwaltungsverband Wiedemar, waarin de volgende gemeenten deelnemen: Neukyhna (tevens bestuurscentrum), Wiedemar en Zwochau.